# Universiteit van Johannesburg
De Universiteit van Johannesburg (UJ) is een universiteit in Johannesburg in de provincie Gauteng in Zuid-Afrika. De universiteit ontstond op 1 januari 2005 door de fusie van de Technikon Witwatersrand en de Randse Afrikaanse Universiteit. Voor de fusie waren de campussen van Daveyton en Soweto van de voormalige Vista-universiteit al opgegaan in de Randse Afrikaanse Universiteit, zoals de universiteit na de fusie van 2005 nog vaak in de volksmond heet.
De universiteit biedt een groot aantal faciliteiten, waaronder de mogelijkheid tot beoefening van tientallen sporten.
Een andere universiteit in Johannesburg is de Universiteit van de Witwatersrand.

## Faculteiten
- Kunst, design en architectuur
- Economie en financiële wetenschappen
- Onderwijs
- Techniek en gebouwde omgeving
- Geneeskunde
- Geesteswetenschappen
- Rechtsgeleerdheid
- Management
- Natuurwetenschappen

## Campussen
- APB, of de Bunting Road Campus Auckland Park (voorheen TWR-campus)
- APK, of de Kingsway Campus Auckland Park (voorheen RAU-campus)
- DFC, of de Doornfontein Campus (voorheen TWR-campus)
- ERC, of de Daveyton East Rand Campus (voorheen-RAU campus, Daveyton-campus Vista-universiteit)
- SWC, of de Soweto Campus (voorheen RAU campus, Soweto-campus Vista-universiteit)

## Verbonden

### Als (hoog)leraar
- Karl Jenkins (1944), dirigent van het University of Johannesburg Kingsway Choir (rond 2005-10)
- Ben-Erik van Wyk (1956), botanicus

### Onderscheiding
- Ingrid Winterbach (1948) Prys vir Skeppende Skryfwerk voor haar boek Die boek van toeval en toeverlaat
- Willem Boshoff (1951), kunstenaar, onderscheiden met eredoctoraat
- Kees Schouhamer Immink (1946), ingenieur, onderscheiden met eredoctoraat in 2014.